# Hear ’n Aid
Hear ’n Aid war ein Benefiz-Musikprojekt, das 1985 maßgeblich auf Initiative des amerikanischen Heavy-Metal-Sängers Ronnie James Dio entstand. Die ursprüngliche Idee wird allerdings seinen Bandkollegen Jimmy Bain und Vinnie Appice zugeschrieben. Ziel war, nach dem Vorbild des Band-Aid-Projektes um Bob Geldof (1984), ein vergleichbares Musikprojekt in der Metal-Szene zu etablieren, dessen Gewinne für die Hunger- und Entwicklungshilfe gespendet werden sollten.
Dios Angaben zufolge soll das Projekt innerhalb eines Jahres eine Million US-Dollar eingebracht haben.

## Produktion
Um ihr Ziel zu erreichen, beschlossen die Musiker, eine Schallplatte zu veröffentlichen, die auch ein speziell für diesen Zweck geschriebenes Musikstück enthalten sollte. Während in Europa zahlreiche Popmusiker unter der Führung von Bob Geldof als Band Aid mit Do They Know It’s Christmas? bereits im November 1984 in Aktion getreten waren, reagierte die Musikwelt in den USA erst im Januar 1985, als USA for Africa aus einer Idee von Harry Belafonte hervorging. Da neben der Popmusik zu dieser Zeit auch Hardrock und Heavy Metal recht angesagt waren, entstand die Idee, auch mit Künstlern dieser Genres zu helfen.
Am 20. und 21. Mai 1985 nahmen daher 40 prominente Musiker der Heavy-Metal-Szene im A&M Records-Studio in Hollywood das Lied Stars auf. Der Song war von den Dio-Musikern Vivian Campbell, Jimmy Bain und Ronnie James Dio geschrieben worden und enthält Gesangs- und Leadgitarrenbeiträge zahlreicher anderer prominenter Musiker, der Chor wurde von allen beteiligten Musikern gemeinsam eingesungen.
Das Ergebnis sollte sofort nach Fertigstellung veröffentlicht werden, aufgrund von Verzögerungen erschien die Platte jedoch erst ab dem 1. Januar 1986 im Handel. Neben der Single wurde auch ein Album mit dem Titel Hear ’n Aid - An All-Star Album For Famine Relief veröffentlicht, das neben Stars auch die für den guten Zweck gestifteten Lieder von anderen Künstlern enthielt.

## Ausgaben
- Stars – 7" single
- Stars – 12" single
- Hear ’n Aid – The Sessions (VHS-Video)
- diverse Fanartikel (Shirts, Poster usw.)

### Hear ’n Aid
1. Hear ’n Aid – Stars
2. Accept – Up to the Limit (live)
3. Motörhead – On the Road (live)
4. Rush – Distant Early Warning (live)
5. Kiss – Heaven's on Fire (live)
6. Jimi Hendrix – Can You See Me
7. Dio – Hungry for Heaven (live)
8. Y&T – Go for the Throat
9. Scorpions – The Zoo (live)

## Nachfolgeprojekt
Das von Dio geplante Folgeprojekt Children of the Night zur Unterstützung von zuhause weggelaufener Kinder kam niemals zustande. Das dafür vorgesehene Lied Throw Away Children wurde 2002 auf dem Dio-Album Killing the Dragon veröffentlicht.